# 흐비차 크바라츠헬리아
흐비차 바드리스 제 크바라츠헬리아(조지아어: ხვიჩა ბადრის ძე კვარაცხელია, 조지아어 발음: ['χʷitʃʰa kʼʷara'tsʰχelia], 2001년 2월 12일~)는 조지아의 축구 선수로 포지션은 왼쪽 윙어이다. 현재 리그 1의 파리 생제르맹 FC와 조지아 축구 국가대표팀에서 활동하고 있으며 '크바라(영어: Kvara)', 디에고 마라도나의 성에서 유래한 '크바라도나(영어: Kvaradona)'라는 별명을 가지고 있다.
2017년 16살에 FC 디나모 트빌리시에서 프로 축구 선수 경력을 시작했고 1년 뒤 2018년 디나보 트빌리시에서 FC 루스타비로 이적했다. 2019년 FC 로코모티프 모스크바로 이적하며 러시아 프리미어리그에 진출했고 2022년까지 FC 루빈 카잔에서 활동하며 러시아 컵 우승 1회, 러시아 프리미어리그 최고의 영플레이어에 2시즌 연속 선정되었다. 2022년 러시아의 우크라이나 침공으로 루빈 카잔을 떠나 FC 디나모 바투미로 이적했고 당해 7월 1일 디나모 바투미에서 SSC 나폴리로 이적했다. 그는 나폴리에서의 첫 번째 시즌에 구단 역사상 첫 번째 UEFA 챔피언스리그 4강전 진출과 33년 만의 세리에 A 우승에 기여했고 세리에 A 2022-23시즌 최다 도움 선수와 2022-23시즌 세리에 A 최고의 종합 선수(이탈리아어·영어: Best Overall of the Serie A), 2022-23시즌 UEFA 챔피언스리그 시즌의 영플레이어로 선정되었다. 그는 2025년 1월 17일 파리 생제르맹 FC로 이적했다.
크바라츠헬리아는 조지아 연령별 국가대표팀을 거친 후 2019년 조지아 축구 국가대표팀에 데뷔했다. 그는 조지아 성인 대표팀 소속으로 대표팀의 역사상 첫 번째 국제 축구 대회인 UEFA 유로 2024 진출에 기여했다.

## 구단 경력

### 디나모 트빌리시
트빌리시에서 태어난 크바라츠헬리아는 2012년 디나모 트빌리시의 청소년팀에 입단하여 축구 경력을 시작했다. 2017년에 디나모 트빌리시 1군팀에 합류했으며 같은 해 9월 29일 디나모 트빌리시와 콜헤티-1913 포티가 1대 1로 비긴 경기에서 62분 아카키 슐라이아와 교체 투입되며 1군 데뷔전을 가졌다. 그는 디나모 트빌리시 소속으로 5경기 출전했으며 2017년 11월 18일 슈쿠라 코불레티와의 원정 경기에서 첫 득점을 기록했다.

## 국가대표팀 경력
크바라츠헬리아는 2016년부터 2019년까지 조지아의 연령별 축구 대표팀을 거쳤고 2019년 6월 7일 지브톨터와의 유로 2020 예선 경기에 출전하며 조지아 국가대표 경력을 시작했다. 그는 2020년 10월 14일 1대 1 무승부로 끝난 북마케도니아와의 UEFA 네이션스리그 경기에서 첫 A매치 득점을 기록했다. 2021년 3월 28일에는 스페인을 상대로 득점을 기록했고 3일 후에는 그리스를 상대로 득점을 기록했다. 그는 2021년 11월 11일 조지아와 스웨덴의 경기에서 2득점을 기록하며 조지아 대표팀의 승리에 기여했다.

## 개인사
아버지인 바드리 크바라츠헬리아도 축구 선수로 활동했다.
2022년 8월 인터뷰를 통해 의대생인 니차 타바제(조지아어: ნიცა თავაძე)와 1년 동안 교제 중이라고 밝혔다. 이후 2023년 10월 므츠헤타의 삼타브로 수도원에서 결혼식을 올렸다.

## 출전 통계
| 클럽            | 시즌    | 리그 | 리그 | 컵   | 컵   | 대륙 | 대륙 | 기타 | 기타 | 합계 | 합계 |
| 클럽            | 시즌    | 출전 | 득점 | 출전 | 득점 | 출전 | 득점 | 출전 | 득점 | 출전 | 득점 |
| --------------- | ------- | ---- | ---- | ---- | ---- | ---- | ---- | ---- | ---- | ---- | ---- |
| 디나모 트빌리시 | 2017    | 4    | 1    | 1    | 0    |      |      |      |      | 5    | 1    |
| 루스타비        | 2018    | 18   | 3    |      |      |      |      |      |      | 18   | 3    |
| 로코모티브      | 2018-19 | 7    | 1    | 3    | 0    |      |      |      |      | 10   | 1    |
| 루빈 카잔       | 2019-20 | 27   | 3    | 1    | 0    |      |      |      |      | 28   | 3    |
| 루빈 카잔       | 2020-21 | 23   | 4    |      |      |      |      |      |      | 23   | 4    |
| 루빈 카잔       | 2021-22 | 19   | 2    | 1    | 0    | 2    | 0    |      |      | 22   | 2    |
| 루빈 카잔       | 합계    | 69   | 9    | 2    | 0    | 2    | 0    |      |      | 79   | 9    |
| 디나모 바투미   | 202022  | 11   | 8    |      |      |      |      |      |      | 11   | 8    |
| 나폴리          | 2022-23 | 34   | 12   |      |      | 9    | 2    |      |      | 43   | 14   |
| 나폴리          | 2023-24 | 34   | 11   | 1    | 0    | 8    | 0    | 2    | 0    | 39   | 10   |
| 나폴리          | 2024-25 | 17   | 5    | 2    | 0    |      |      |      |      | 19   | 5    |
| 나폴리          | 합계    | 85   | 28   | 3    | 0    | 17   | 2    | 2    | 0    | 101  | 29   |
| 파리 생제르맹   | 2024-25 | 14   | 4    | 2    | 0    | 8    | 2    |      |      | 24   | 6    |

## 수상

### 클럽[8]

#### 로코모티프 모스크바
- 러시아 컵 : 2018-19

#### 나폴리
- 세리에 A : 2022-23, 2024-2025

#### 파리 생제르맹
- 리그 1 : 2024-25
- 쿠프 드 프랑스 : 2024-25

### 개인
- 러시아 프리미어리그 최우수 영플레이어 : 2019-20, 2020-21
- 러시아 프리미어리그 최우수 레프트 윙어 : 2020-21
- 조지아 올해의 선수 : 2020, 2021, 2022, 2023
- UEFA 챔피언스리그 시즌의 영플레이어 : 2022-23
- 세리에 A MVP[9] : 2022-23
- 세리에 A 도움왕 : 2022-23
- 세리에 A 올해의 팀[9] : 2022-23
- 세리에 A 올해의 골[9] : 2022-23
- 세리에 A 이 달의 선수 : 2022년 8월, 2023년 2월, 2023년 3월, 2024년 9월
- 세리에 A 이 달의 골 : 2023년 3월, 2024년 5월
- AIC 올해의 팀 : 2022-23
- AIC 올해의 골 : 2022-23
- 조지아 공화국 명예 훈장(2024년 7월 3일)[10]